# Conseil de recherches en sciences naturelles et en génie du Canada
Le Conseil de recherches en sciences naturelles et en génie du Canada (CRSNG) (en anglais : Natural Sciences and Engineering Research Council (NSERC)) est un organisme du gouvernement du Canada qui offre des subventions à l’appui de la recherche et de la formation en sciences naturelles et en génie. Il a pour mandat de promouvoir et d’appuyer la recherche.
Le CRSNG appuie des étudiants de niveau postsecondaire et des stagiaires postdoctoraux dans leurs études supérieures. Il fait la promotion de la découverte en appuyant les travaux de recherche menés par des professeurs et des étudiants de niveau postsecondaire et favorise l’innovation en incitant les entreprises canadiennes à investir dans la recherche et la formation postsecondaires et à y participer.

## Historique
Le Conseil de recherches en sciences naturelles et en génie du Canada (CRSNG) a été établi le 1er mai 1978. Auparavant, la recherche universitaire était appuyée par le Conseil national de recherche. Le CRSNG est un employeur distinct du gouvernement du Canada qui rend compte au Parlement par l’entremise du ministre de l’Industrie. Il est dirigé par un Conseil composé d’un président et d’au plus 18 autres membres nommés, qui représentent les secteurs public et privé.
Le président actuel du CRSNG est Alejandro Adem. Chercheur émérite dans le domaine des mathématiques et membre du corps professoral de la University of British Columbia, M. Adem a acquis une vaste expérience en leadership dans l’écosystème de la recherche et de l’innovation. Avant de se joindre au CRSNG, il était chef de la direction et directeur scientifique de Mitacs.

## Types de subventions

### Professeurs
Le CRSNG offre des subventions de recherche pour un large éventail de programmes et de projets dans toutes les disciplines des sciences naturelles et du génie. Les subventions suivantes comptent parmi les plus populaires :
- Programme de subventions à la découverte :

Programme de subventions phare du CRSNG. Les subventions à la découverte appuient des programmes continus de recherche. Ce programme reconnaît que la créativité et l’innovation sont au cœur des percées en recherche, qu’elles soient réalisées individuellement ou en équipe. Les chercheurs sont libres de choisir le mode le plus approprié à leur domaine de recherche.
- Programme de suppléments d’accélération à la découverte
- Subventions de projets de recherche concertée sur la santé
- Programme de formation orientée vers la nouveauté, la collaboration et l’expérience en recherche

### Étudiants et stagiaires postdoctoraux
Le CRSNG offre des bourses aux étudiants de tous les cycles, du premier cycle au niveau postdoctoral, dont les suivantes :
- Bourses de recherche de 1er cycle
- Bourses d’études supérieures du Canada
- Bourses d’études supérieures à incidence industrielle
- Bourses d’études supérieures (au niveau de la maîtrise et du doctorat)
- Bourses postdoctorales
- Bourses postdoctorales de R et D industrielle.

### Établissements
- Programme d’innovation dans les collèges et la communauté
- Subventions De l’idée à l’innovation

### Programmes de partenariats de recherche
Le CRSNG offre des programmes de partenariats de recherche qui visent à favoriser la collaboration entre les chercheurs universitaires, les collèges et les autres secteurs (notamment les secteurs gouvernemental et industriel) en vue de permettre l’acquisition de nouvelles connaissances et de l’expérience, d’en assurer le transfert vers des organismes canadiens et de répondre aux objectifs de la stratégie du gouvernement du Canada en matière de sciences et de technologie. Ces programmes comprennent notamment les subventions suivantes :
- Subventions de recherche et développement coopérative
- Subventions d’interaction
- Subventions d’engagement partenarial
- Subventions de professeurs-chercheurs industriels
- Subventions de réseaux stratégiques
- Subventions de projets stratégiques.

### Prix
Le CRSNG rend hommage à l’excellence en recherche en décernant divers prix qui visent à reconnaître des réalisations exceptionnelles, des découvertes innovatrices de jeunes chercheurs aux réalisations et à l’influence de toute une vie. Il offre notamment les prix suivants :
- Médaille d'or Gerhard-Herzberg en sciences et en génie du Canada
- Prix Brockhouse du Canada pour la recherche interdisciplinaire en sciences et en génie
- Prix Synergie pour l’innovation
- Bourses commémoratives E.W.R. Steacie
- Prix postdoctoral Howard-Alper du CRSNG
- Prix d’études supérieures André-Hamer du CRSNG
- Prix de doctorat du CRSNG
- Prix Défi innovation
- Prix du CRSNG pour la promotion des sciences.